# Alexander Tilemann von Heespen
Alexander Tilemann von Heespen (* 7. April 1677 in Oldenburg; † 26. Dezember 1738 in Schleswig) war ein deutscher Jurist in dänischen Diensten.

## Leben
Alexander Tilemann von Heespen war ein Sohn ein Sohn des 1686 nobilitierten oldenburgischen Kanzleidirektors Wilhelm von Heespen (1625–1686) und seiner Frau Anna Margaretha, geb. von Velstein (1648–1704), der Tochter des Rats und Landrichters Anton Günther von Velstein. Der württembergische und später gottorfische Gesandte Anton Günther von Heespen (um 1655–1723) und der oldenburgische Kanzleidirektor in Esens Wilhelm von Heespen (1669–1742) waren seine Brüder.
Er besuchte das Alte Gymnasium in Bremen und studierte Rechtswissenschaften an den Universitäten Halle und Leipzig. Nach einer Grand Tour trat er in den dänischen Verwaltungsdienst der Herzogtümer Schleswig-Holstein. 1704 wurde er Assessor in der Deutschen Kanzlei in Kopenhagen und 1709 Kanzleirat. 1718 kam er als Rat an das Obergericht Gottorf.
1723 wurde er zum Vormund der Töchter des 1722 verstorbenen Herzogs Joachim Friedrich (Schleswig-Holstein-Sonderburg-Plön) bestellt.
In erster Ehe war er verheiratet mit Catharina Elisabeth, geb. Gensch († 1717), einer Nichte von Christoph Gensch von Breitenau. Nach ihrem Tod heiratete er 1720 Frederike, geb. Klingenberg (1699–1755), die Tochter des Etatsrats Paul von Klingenberg (1659–1723). Aus der ersten Ehe stammte der einzige überlebende Sohn Christian Friedrich von Heespen (1717–1776). Dieser erbte die Güter Hemmelmark, Tersløsegård (Tersløse Sogn), Grünenhof und Blexersande (heute Ortsteil von Nordenham) und den Nachlass von Gensch von Breitenau.
Seine letzte Ruhestätte fand Alexander Tilemann von Heespen, wie vor ihm schon seine erste Frau und die früh verstorbenen Kinder Anna († 1715), Christoph Wilhelm († 1717) und Catharina († 1718), in der Breitenauschen Kapelle in der Lübecker Aegidienkirche.

## Auszeichnungen
- 1724 Titel Etatsrat und Landrat
- 1733 Titel Konferenzrat
- 1734 Dannebrogorden, Ritter